# Rhene
Rhene là một chi nhện trong họ Salticidae.

## Hình ảnh

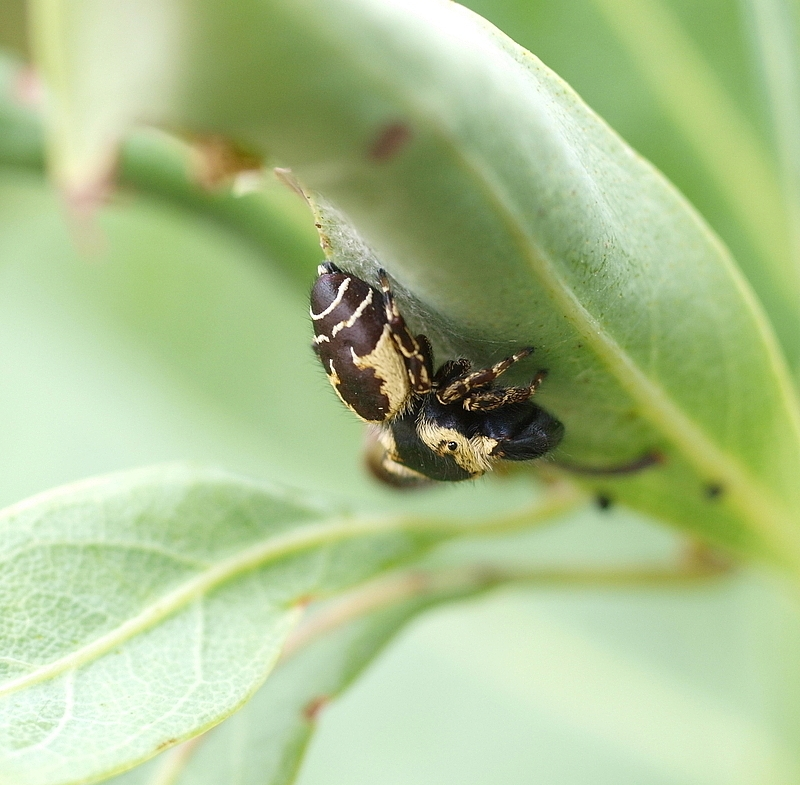
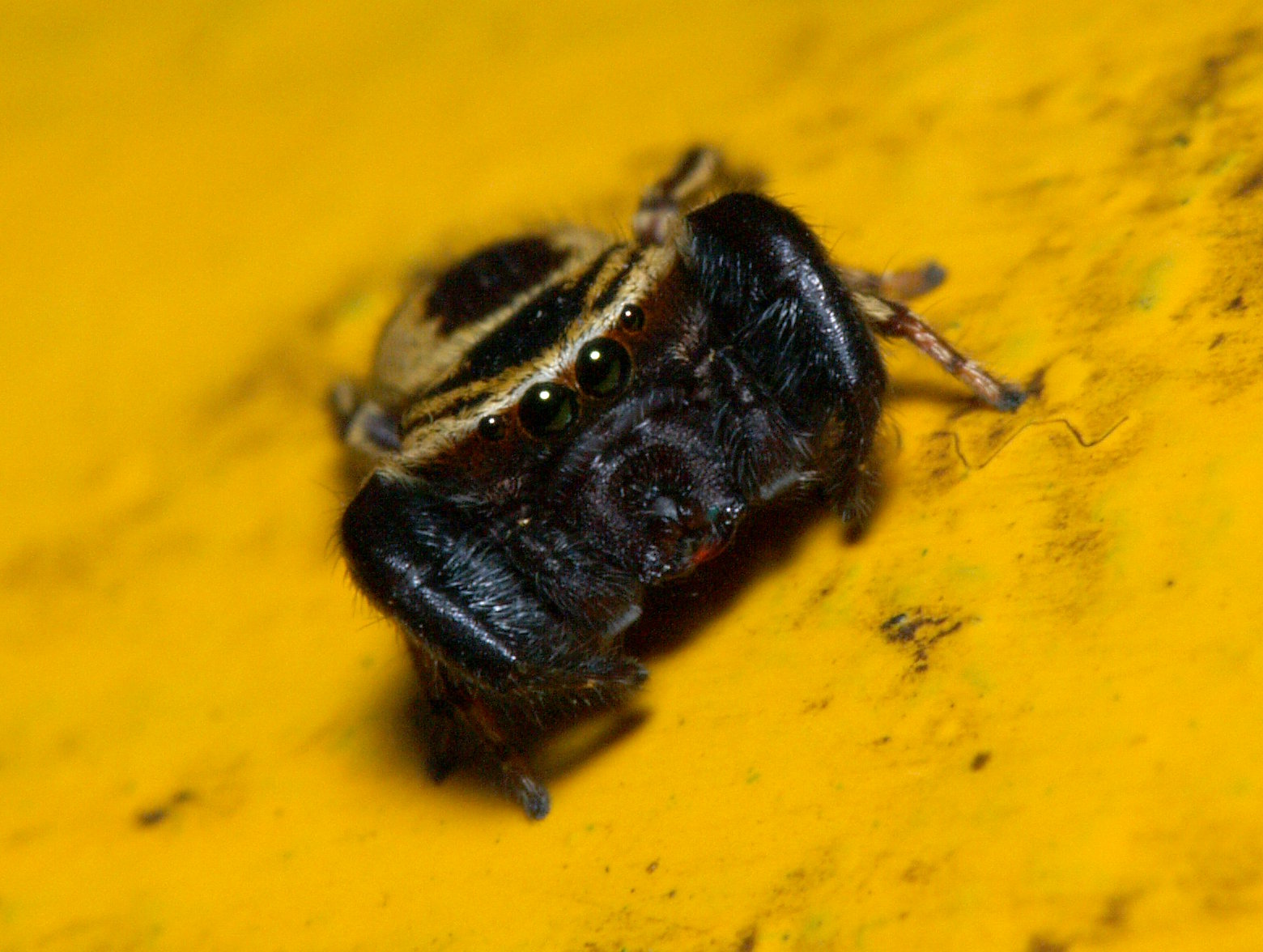